# هوسرل در متن آثارش
هوسرل در متن آثارش کتابی از عبدالکریم رشیدیان است که در سال ۱۳۸۴ منتشر و در مراسم کتاب سال جمهوری اسلامی ایران به‌عنوان کتاب برگزیده معرفی شد.